# Olapade Adeniken
Olapade Adeniken (Osogbo, 19 agosto 1969) è un ex velocista nigeriano.

## Palmarès
- Giochi olimpici

Barcellona 1992: argento nella staffetta 4x100 metri maschile.
- Mondiali

Atene 1997: argento nella staffetta 4x100 metri maschile.
- Universiadi

Duisburg 1989: argento nei 100 metri maschili.
- Mondiali juniores

Sudbury 1988: argento nei 200 metri maschili, argento nella staffetta 4x100 metri maschile.